# Ульоа, Леонардо
Хосе́ Леона́рдо Ульо́а (исп. José Leonardo Ulloa; род. 26 июля 1986[…], Хенераль-Рока, Рио-Негро) — аргентинский футболист, нападающий.

## Клубная карьера

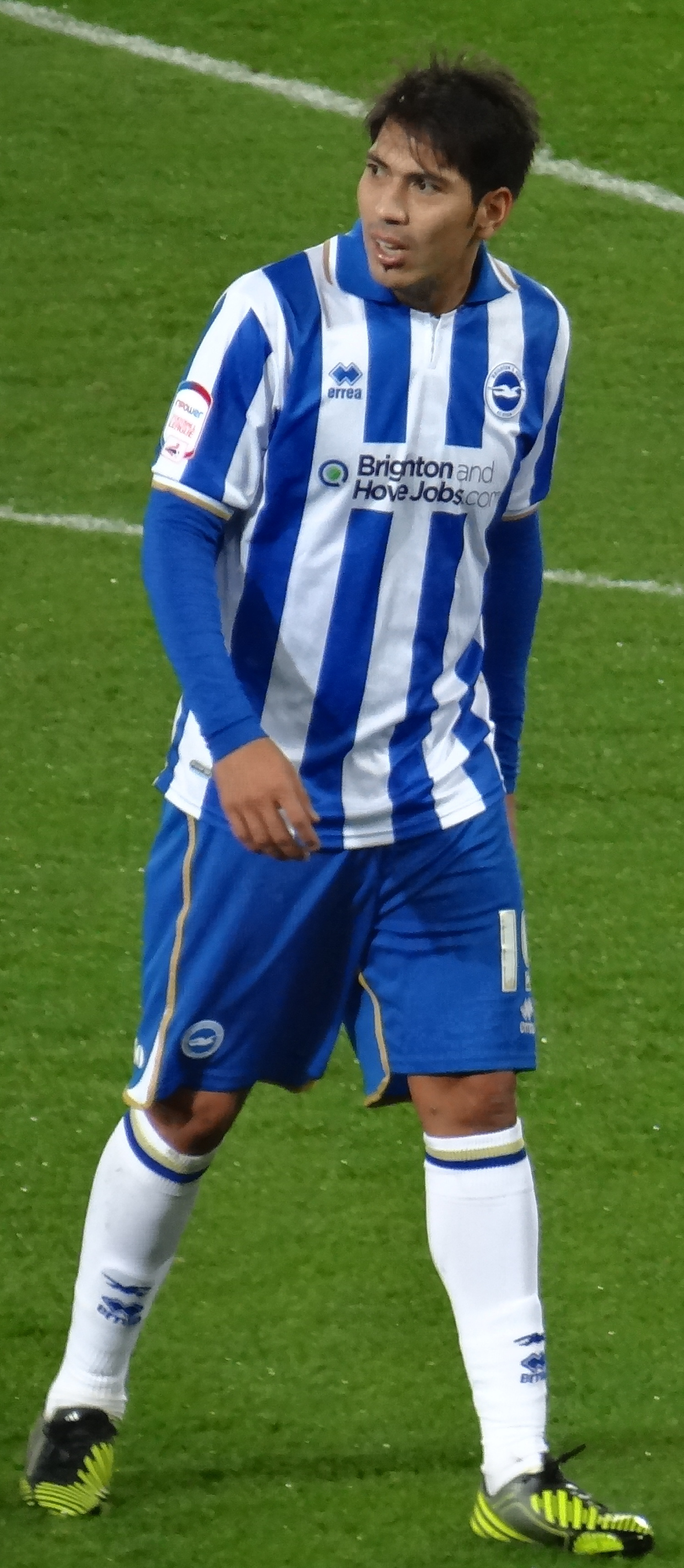
Ульоа в составе «Брайтон энд Хоув Альбион»

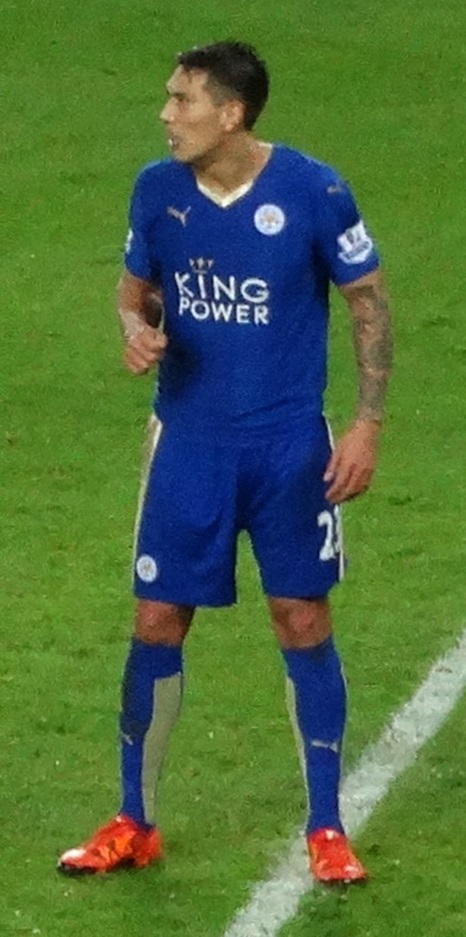
Ульоа в составе «Лестер Сити»

Ульоа начал карьеру в клубе второго дивизиона Аргентины КАИ. В 2005 году он перешёл в «Сан-Лоренсо де Альмагро» с которым через два года выиграл аргентинскую Примеру. Сразу после триумфа в чемпионате Леонардо перешёл в «Арсенал» из Саранди, в составе которого в первом же сезоне стал победителем Южноамериканского кубка. Из-за низкой результативности Ульоа уже через полгода был вынужден уйти в «Олимпо», но и там выступал только полгода.
В 2008 году Леонардо подписал контракт с испанским клубом «Кастельон». 31 августа в матче против «Уэски» он дебютировал в Сегунде. 5 октября в поединке против «Кордовы» Ульоа забил свой первый гол за Кастельон. За два года Леонардо забил 31 гол оба раза став лучшим бомбардиром команды в сезоне. В 2010 году он подписал контракт на пять лет с «Альмерией». 29 августа в матче против «Осасуны» он дебютировал в Ла Лиге. 13 сентября в поединке против «Реал Сосьедада» Ульоа забил свой первый гол за «Альмерию». По окончании сезона клуб вылетел в Сегунду, но Леонардо остался в клубе и в следующем сезоне стал Лучшим бомбардиром второго дивизиона чемпионата Испании.
В начале 2013 года Леонардо перешёл в английский «Брайтон энд Хоув Альбион». Сумма трансфера составила 2 млн фунтов. 12 февраля в матче против «Блэкберн Роверс» он дебютировал в Чемпионшипе. Через неделю в поединке против «Кардифф Сити» Ульоа забил свой первый гол на английской земле. 2 марта в матче против «Хаддерсфилд Таун» Леонардо сделал хет-трик.
Летом 2014 года Ульоа перешёл в «Лестер Сити». 16 августа в матче против «Эвертона» он дебютировал в английской Премьер-лиге. В этом же поединке он забил свой первый гол за «лис». 21 сентября в противостоянии с «Манчестер Юнайтед» Леонардо забил два гола и помог переломить ход неудачно складывающейся игры. 17 апреля 2016 года в матче против «Вест Хэм Юнайтед», после удаления Джейми Варди, Ульоа вышел на замену и на последней минуте забил гол, который помог «лисам» добыть важнейшую ничью. Спустя неделю он отличился вновь, сделав «дубль» в ворота «Суонси Сити». По итогам сезона Леонардо помог «Лестеру» впервые в истории выиграть чемпионат Англии.
В новом сезоне после прихода в клуб Ислама Слимани и Ахмеда Муса, Леонардо стал пятым нападающим команды и в зимнее трансферное окно подал прошение о трансфере. Интерес к Ульоа проявили испанский «Алавес» и «Сандерленд», но Лестер отказался продавать нападающего. После этого Леонардо заявил, что больше не будет выступать за лис:

Я пишу это со всем уважением к болельщикам «Лестера». Чувствую, что Раньери предал меня, а клуб — унизил. Я больше не буду за них играть

После увольнения Раньери, Леонардо начал снова привлекаться к играм за основной состав. В начале 2018 года Ульоа на правах аренды вернулся в «Брайтон».
В начале 2018 года Леонардо в поисках игровой практики вернулся на полгода в «Брайтон энд Хоув Альбион». Летом того же года Ульоа перешёл в мексиканскую «Пачуку».

## Достижения
«Сан-Лоренсо де Альмагро»
- Чемпион Аргентины: Клаусура 2007

«Арсенал» (Саранди)
- Обладатель Южноамериканского кубка: 2007

«Лестер Сити»
- Чемпион Англии: 2015/16